# Schloss Hellbrunn
Schloss Hellbrunn is een zeventiende-eeuws kasteel met park bij Salzburg in Oostenrijk.
Het barokke Schloss Hellbrunn werd gebouwd in opdracht van prins-aartsbisschop Marcus Sittikus von Hohenems.
Het paleis heeft een park met de Wasserspiele, onzichtbare fonteinen die wel heel erg plots water beginnen te spuiten. De aartsbisschop liet deze fonteinen installeren om zijn gasten te vermaken.
Ook is er het mechanische muziekspelende watertheater, met beelden die allerhande beroepen uitbeelden. In het park is ook het paviljoentje dat voorkomt in film de The Sound of Music.